# 东风路街道 (呼和浩特市)
东风路街道，是中华人民共和国内蒙古自治区呼和浩特市新城区下辖的一个乡镇级行政单位。

## 行政区划
东风路街道下辖以下地区：
阿尔泰社区、芳汀花园社区、东影北街社区、昭君新村社区、丽苑社区、光华街社区、海东路社区、兴安北社区和祥园社区。